# Niveaux logiques

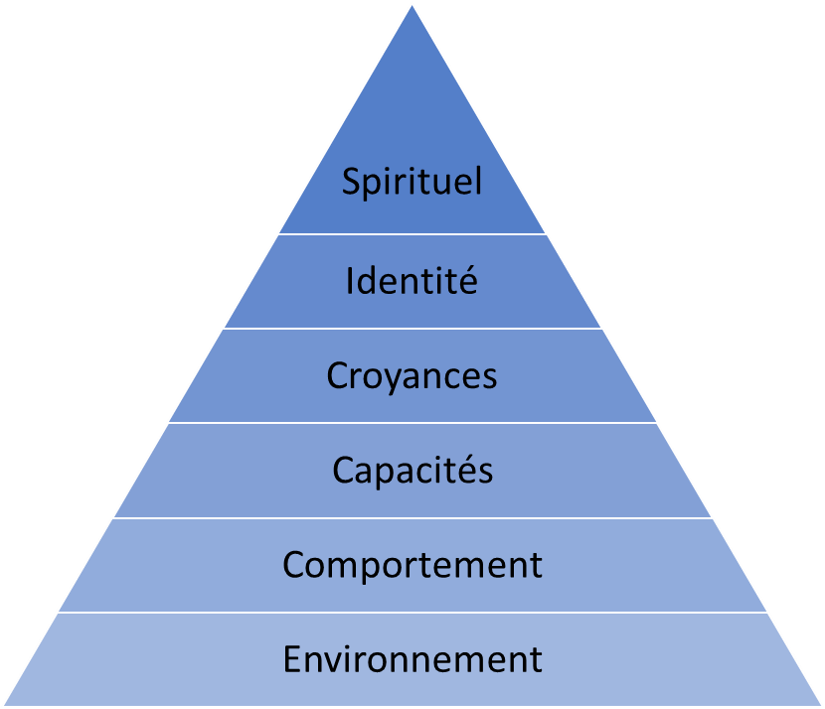
Modèle des niveaux logiques ou pyramide de Dilts

Le modèle des niveaux logiques, également appelé pyramide de Dilts, a été formalisé par le consultant et chercheur américain Robert Dilts et est utilisé dans la pratique de la programmation neuro-linguistique.
Ce modèle découle du concept de niveau logique, issu des travaux de Gregory Bateson sur les niveaux d'apprentissage,.

## Six niveaux logiques
Le modèle de Robert Dilts comporte six niveaux, qui sont tous formalisables au moyen de questions :
| Spirituel     | « Qui d'autre ? » | C'est le niveau d'appartenance et qui répond à la question : « À quel monde je me sens appartenir ? ». |
| Identité      | « Qui ? »         | C'est le niveau qui identifie une métaphore illustrant l'identité et la mission du sujet.              |
| Croyances     | « Pourquoi ? »    | C'est le niveau des croyances et des valeurs, sur soi, sur les autres ou sur la vie.                   |
| Capacités     | « Comment ? »     | C'est le niveau des compétences et de l'organisation.                                                  |
| Comportement  | « Quoi ? »        | C'est le niveau des actions qui sont réalisées ou non.                                                 |
| Environnement | « Où et quand ? » | C'est le niveau du contexte dans lequel le sujet évolue.                                               |

## Utilisations et objectifs
Ce modèle a pour objectif de permettre d'analyser avec précision les situations et les comportements des individus en associant à chaque information l'un des six niveaux logiques présentés ci-dessus. Cette analyse sert à éviter les raccourcis cognitifs hasardeux, les conclusions hâtives, les jugements définitifs.
Par exemple, la phrase « Il ne fait rien donc c'est un fainéant » crée un lien logique fort (relation de causalité) entre un comportement (ne rien faire) et un qualificatif qui se rapporte à l'identité (fainéant). Pourtant l'identité d'une personne ne peut être déduite de son comportement dans un contexte donné.
Une autre utilisation possible du modèle des niveaux logiques est de développer une vue plus globale d'un problème. Lorsqu'une situation problématique est analysée, ce modèle invite à cerner le ou les niveaux où se situe le problème. Pour le résoudre, une solution au niveau supérieur est souvent nécessaire (il y a une hiérarchie entre ces niveaux).
Par exemple, si une personne n'a pas confiance en elle, et a peur de ne pas pouvoir réussir à trouver un emploi, le problème fondamental se situe au niveau de ses croyances et non au niveau de ses capacités. Pour conseiller efficacement cette personne, il sera plus utile de l'aider à améliorer son estime de soi (niveau des croyances) que de lui suggérer de passer un maximum d'entretiens d'embauche (niveau des comportements). En effet, faire preuve d'assurance devant un recruteur est essentiel pour se faire embaucher. L'aide apportée, dans ce cas, se situe donc au niveau supérieur (niveau des croyances) à celui du problème (niveau des capacités).
Le modèle des niveaux logiques a permis de classer toutes les techniques de changement en fonction du niveau auquel elles interviennent et donc de les utiliser à meilleur escient.

## Techniques liées
Plusieurs techniques sont liées au modèle des niveaux logiques comme : l'alignement qui est destiné à mettre plus de cohérence entre les actions et l'identité, les processus de motivation pour trouver du sens aux objectifs fixés ou au contraire y mettre plus de contraintes, le moi secure, utilisé pour développer la conscience positive et stable de soi-même, le re-imprinting enfin, pour réparer des événements du passé.

### Évocations secondaires
- Dans le livre Je pense trop : comment canaliser ce mental envahissant de Christel Petitcollin, les niveaux logiques utilisés par les surefficients mentaux ou les normopensants ne sont pas les mêmes, d'où des problèmes relationnels entre ces deux populations.